# ويليام غولد
ويليام غولد (بالإنجليزية: William Gould) هو ممثل أمريكي، ولد في 2 مايو 1886 في كندا، وتوفي في 15 مايو 1969 في الولايات المتحدة.

## أعمال

### أفلام
- (1940) صلب ساخن

## وصلات خارجية
- ويليام غولد على موقع IMDb (الإنجليزية)
- ويليام غولد على موقع قاعدة بيانات الفيلم (الإنجليزية)